# Öcs
Öcs è un comune dell'Ungheria di 236 abitanti (dati 2001). È situato nella contea di Veszprém.